# ランディ拓也
ランディ拓也（ランディたくや、1983年3月13日 - ）は、日本のプロレスラー。千葉県出身。身長175cm、体重85kg。本名は非公開。

## 経歴
アニマル浜口ジムでトレーニングを積んだ後、2006年11月19日、KAIENTAI DOJO千葉Blue Field大会のvs梶ヤマト戦にてデビュー。2007年のK-METAL LEAGUEでは決勝に進出し、梶ヤマトを破り優勝した、
同団体所属していたレフェリー ちはな陽子との結婚を発表。
2011年5月、「ダンディ拓也」に改名。
2011年8月28日の試合を最後に「旅に出る」とK-DOJOを後にした（事実上の活動休止）。
2012年4月のK-DOJO10周年後楽園ホール大会 OB・OG参加の10周年ランブルに参加した。
以降、表立ったプロレスラー活動はしていない。

## 得意技
- ランディフェース

## タイトル歴
- K-METAL LEAGUE優勝

第27代WEWハードコアタッグ王座

## 特記
- 趣味はウェイトトレーニング。
- 好きな有名人は綾瀬はるか。
- 新日本プロレスの内藤哲也とはアニマル浜口ジム同期入門。プロレスサミット「若武者～プロレスサミットへの道～」で再会を果たし、ライバル心むき出しで戦った。さらにK-METAL KEAGUE優勝者の権利を使ってシングルマッチを希望している。

## テレビ出演
- プロレスKING（GAORA）